# اوسپنوفکا (قزاقستان)
اوسپنوفکا (به قزاقی: Uspenovka) یک منطقهٔ مسکونی در قزاقستان است که در استان آق‌تپه واقع شده‌است.